# شوستسوکا نی نارو
شُوسِتسوکا نی نارو (به انگلیسی: Shōsetsuka ni Narō) (小説家になろう, معنی تحت الفظی. «بیا رمان‌نویس شو» (Let's Become a Novelist)) یک وبگاه ژاپنی منتشر کننده رمان‌های کاربران است که توسط یوسوکه اومه‌زاکی در ۲ آوریل ۲۰۰۴ راه‌اندازی شد. در این وبگاه کاربران می‌توانند رمان‌های خود را به صورت رایگان منتشر کنند. همچنین رمان‌ها هم برای خواندن رایگان هستند. از ماه دسامبر ۲۰۲۲، این وبگاه میزبان بیش از ۱٬۰۰۰٬۰۰۰ رمان و دارای بیش از ۲٬۳۰۰٬۰۰۰ کاربر ثبت نام کرده بود و بیش از ۱ میلیارد بازدید ماهانه دریافت کرده است.

## آثار
- آیوی بی‌ستاره
- ازدواج مبارک من
- ظهور قهرمان سپر
- داروخانه جهان موازی
- خاطرات یک داروساز
- ری:زیرو − شروع زندگی در دنیای دیگر